# Rubus hoffmeisterianus
Rubus hoffmeisterianus är en rosväxtart som beskrevs av Carl Sigismund Kunth och Bouche. Rubus hoffmeisterianus ingår i släktet rubusar, och familjen rosväxter. Inga underarter finns listade i Catalogue of Life.